# Muži jdou v tmě
Muži jdou v tmě je baladicky laděný druhoválečný román českého spisovatele Jiřího Marka. Jde o autorovu románovou prvotinu; hrdinové jsou čtyři sovětští parašutisté a český poručík-politický komisař, účastníci výsadku do tzv. protektorátu z března 1945.

## Česká vydání
Román Muži jdou v tmě se mezi lety 1946 a 1985 dočkal 7 vydání v češtině:
- J. R. Vilímek v edici Vilímkova knihovna (1946)
- Československý spisovatel, 1950 a 1951 (edice Žatva; sv. 83); 1962 (edice Klíč; Sv. 16); 1985 (edice Knihovna české prózy 1945–1985)[pozn. 1]
- Naše vojsko, 1960 (edice Živé knihy; Sv. 25)
- Mladá fronta, 1968 (edice Kapka; Sv. 100)